# اسلوبودان کواچ
اسلوبودان کُواچ (به صربی: Слободан Ковач /Slobodan Kovač) (تلفظ صربستانی: سلوبودان کُواچ) با املای دیگر اسلوبودان کوواچ معروف به بوبان (زادهٔ ۱۳ سپتامبر ۱۹۶۷ در ولیکو گردیشت، صربستان) مربی والیبال اهل صربستان و بازیکن سابق تیم ملی یوگسلاوی - صربستان است.وی اکنون سرمربی تیم ملی والیبال مردان ترکیه می باشد.
همچنین اسلوبودان سابقه بازی در تیم‌های باشگاهی والیبال ایران و همچنین سرمربیگری تیم ملی والیبال ایران در سالهای اخیر را دارد.

## باشگاهی و ملی
کواچ از سال ۱۹۸۳ به‌عنوان بازیکن به دنیای حرفه‌ای والیبال وارد شد. او پس از ۲۲ سال بازی در ردهٔ ملی به افتخارات بزرگی همچون مدال طلا بازی‌های المپیک تابستانی ۲۰۰۰ و مدال برنز بازی‌های المپیک تابستانی ۱۹۹۶ رسید و وارد دنیای مربی‌گری شد. او در مجموع ۳۵۰ بازی ملی در کارنامهٔ خود دارد و دو دوره نیز کاپیتان تیم ملی صربستان بود. کواچ از ستارگان تیم ملی یوگسلاوی - صربستان بود.
کواچ در ردهٔ باشگاهی نیز سابقهٔ بازی در باشگاه‌های ولیکو گردیشت صربستان، کولوبارا صربستان، وویوودینا نووی ساد صربستان، جویا دل کوله ایتالیا، آریس تسالونیکی یونان، لوبه بانکا ایتالیا، پریسما تارانتو ایتالیا، آنیونه ایتالیا، آژاکسیو فرانسه، مولفتا ایتالیا، پگاه ارومیه ایران، آذرپیام ارومیه ایران، رادنیچکی صربستان و کاظمهٔ کویت را در کارنامهٔ خود دارد.

## مربی‌گری
کواچ مربیگری را از سال ۲۰۰۸ در تیم رادنیچکی کراگویواتس آغاز نمود و در همان سال اول توانست با این تیم به مقام قهرمانی لیگ برتر صربستان برسد، این قهرمانی در فصل بعد نیز تکرار شد و کواچ لقب بهترین مربی سال صربستان را از آن خود کرد، او یک سال دیگر نیز در این تیم به‌عنوان سرمربی ماند. او در سال ۲۰۱۱ با اومبریا پروجا ایتالیا قراداد بست و سرمربی‌گری این تیم را در لیگ سری‌آ۲ ایتالیا به عهده گرفت، کواچ با عملکرد درخشان خود در پروجا قهرمان سری‌آ۲ ایتالیا شد و همراه با تیم پروجا به لیگ برتر سری‌آ ایتالیا صعود کرد و بعد از صعود پروجا به لیگ برتر به‌عنوان بهترین مربی سال ایتالیا معرفی شد. پروجا در سال ۲۰۱۴ نایب‌قهرمان جام حذفی ایتالیا شد و در همین سال کواچ برای بار دوم به‌عنوان بهترین سرمربی سال لیگ سری آ والیبال ایتالیا دست یافت.

### ایران
در سال ۲۰۱۴ پس از جدایی خولیو ولاسکو مسئولین فدراسیون والیبال ایران برای جایگزین ولاسکو دست به کار شدند و از میان ۷ گزینه مطرح برای هدایت تیم ملی ایران، کواچ را به‌عنوان گزینه نهایی سرمربیگری تیم ملی والیبال ایران انتخاب کردند. او در ماه مارس ۲۰۱۴ قراردادی سه ساله را با فدراسیون والیبال ایران به امضا رساند و سرمربی تیم ملی والیبال ایران شد. تیم ملی ایران نخستین تجربه مربیگری او در رده ملی است. وی در نوامبر ۲۰۱۵ از تیم ملی والیبال ایران کنار گذاشته شد.

#### ۲۰۱۴
ایران در گام نخست با هدایت کواچ در لیگ جهانی ۲۰۱۴ برای اولین بار در تاریخ در مقابل برزیل به پیروزی دست یافت و در مجموع با نتیجه‌ای عالی به‌عنوان سرگروه گلدان A و تیم نخست بالاتر از ایتالیا راهی مرحله بعد شد و در نهایت با هفت برد و نه باخت به مقام چهارمی دست یافت. ایران در گام بعدی قهرمانی جهان ۲۰۱۴ را در پیش رو داشت. ایران در گلدان D با تیم‌های تیم‌های ملی ایتالیا، آمریکا، فرانسه، پرتوریکو و بلژیک همگروه بود. ایران در مرحله نخست با چهار برد و یک باخت به‌عنوان تیم دوم گروه به دور دوم صعود کرد و در گروه E با پیروزی بر تیم‌های استرالیا، آرژانتین و صربستان و با یک شکست در مقابل لهستان با قدرت به دور سوم صعود کرد و با فرانسه و آلمان در گروه G همگروه شد. ایران در این دوره با ۲ باخت در دور نهایی به مصاف روسیه رفت و شکست خورد. ایران در جام هجدهم با هدایت کواچ با سیزده پله صعود تیم ششم قهرمانی جهان شد، این نتیجه یکی از بهترین نتیجه‌های تاریخ ورزش ایران شد و روزنامهٔ لاگاتزتا دلو اسپورت، ایران را تیم افسانه‌ای جام هجدهم نام برد. سومین گام کواچ در سال ۲۰۱۴ بازی‌های آسیایی اینچئون بود. ایران در این دوره با تیم‌های ملی هند، هنگ کنگ و مالدیو همگروه شد و توانست با پیروزی ۳ بر ۰ در تمام دیدارهای مرحله گروهی با اقتدار به دور حذفی صعود کند. تیم ملی ایران در این مرحله نیز با پیروزی بر قطر، کره جنوبی به دور نهایی رفت و با کویت و چین روبرو شد. ایران در این مرحله نیز با نتیجهٔ ۳ بر ۰ بر کویت و چین چیره شد تا اولین فینالیست این دوره از مسابقات والیبال بازی‌های آسیایی باشد. ایران در فینال هفدهمین دورهٔ بازی‌های آسیایی اینچئون ۲۰۱۴ با نتیجهٔ ۳–۱ موفق به شکست ژاپن شد تا برای نخستین بار عنوان قهرمانی و مدال طلا این بازی‌ها را به دست آورد و ویترین افتخارات آسیایی خود را تکمیل کند و درخشش کواچ را اثبات نماید.

#### ۲۰۱۵
لیگ جهانی ۲۰۱۵ و جام جهانی ۲۰۱۵ دو تورنمنت پیش رو کواچ در این سال بود.
شاگردان کواچ در لیگ جهانی از ۱۲ بازی خود ۶ پیروزی و ۶ شکست کسب کردند، آن‌ها با ۱۸ امتیاز در رده سوم گروه B قرار گرفتند و بالاتر از روسیه به کار خود پایان دادند. ایران در این دروه توانست روسیه را از پیش روی خود بردارد.
ایران در نخستین بازی خود در جام جهانی مقابل آرژانتین و شاگردان خولیو ولاسکو قرارگرفت و نخستین بازی حساس ایران و نخستین مسابقه جام جهانی ۲۰۱۵ با شکست بازیکنان اسلوبودان کواچ پایان پذیرفت. ایران در دیدار آخر خود با پیروزی سه بر صفر برابر مصر در این دروه از جام جهانی به کار خود پایان داد. ملی پوشان ایران در سیزدهمین دوره جام جهانی والیبال چهار پیروزی برابر تونس، ونزوئلا، ژاپن و مصر به دست آوردند و در هفت مسابقه نیز مغلوب آرژانتین، ایتالیا، آمریکا، روسیه، کانادا، استرالیا و لهستان شدند. شاگردان کواچ در مجموع یازده دیدار خود در ۱۶ ست برابر حریفان به پیروزی رسیدند و نتیجه ۲۴ ست را واگذار کردند. ایران در انتها با ۱۲ امتیاز از چهار پیروزی و هفت شکست در مکان هشتم قرار گرفت. عملکرد کواچ در جام جهانی و سیاسیت‌های کاری او در چند ماه اخیر فعالیت او در ایران مورد انتقاد قرار گرفت و وی از سمت سرمربی‌گری تیم ملی ایران برکنار شد، اما در مجموع کارنامه وی در ایران موفق و قابل ستایش بود.

### بازگشت به پروجا
مدیران تیم پروجا به دلیل نارضایتی از عملکرد دانیل کاستلانی، مربی آرژانتینی تیمشان اقدام به تغییرات در کادرفنی کرده‌اند و پایان کار کواچ با ایران منجر به این شده‌است که مربی محبوب صربستانی به تیم سابقش بازگردد.

### هالک بانک
کواچ در سال ۲۰۱۶ هدایت هالک بانک آنکارا را بر عهده گرفت و در دو سال پیاپی این تیم را به قهرمانی لیگ برتر والیبال ترکیه رسانید.

### اسلوونی
کواچ در سال ۲۰۱۷ با قراردادی ۲ ساله که با فدراسیون والیبال اسلوونی امضا نمود به عنوان سرمربی تیم ملی والیبال اسلوونی انتخاب شد.

### بلوگوری و یازچمبسکی
کواچ به فاصله سال ۲۰۱۸ تا ۲۰۲۰ هدایت دو تیم بلوگوری بلگورود و یازچمبسکی ونگل را بر عهده داشت که در مجموع کار در این دو تیم به یک قهرمانی چلنج کاپ اروپا دست یافت.

### صربستان
کواچ در سال ۲۰۱۹ پس از نیکولا گربیچ با ثبت قراردادی چهار ساله با فدراسیون صربستان به عنوان سرمربی تیم ملی والیبال صربستان برگزیده شد. کواچ در گام نخست، در قهرمانی اروپا ۲۰۱۹ توانست پس از هشت سال صربستان را به مقام قهرمانی اروپا برساند. کواچ بعد از این مسابقات توسط کمیته المپیک صربستان به عنوان بهترین مربی سال کشور صربستان انتخاب شد.

## دست‌آوردها و افتخارات

### بازیکن
تیم ملی یوگسلاوی - صربستان و مونته‌نگرو
- مدال طلا المپیک: ۲۰۰۰ سیدنی
- مدال برنز المپیک: ۱۹۹۶ آتلانتا
- مدال برنز جام جهانی: ۲۰۰۳ ژاپن
- مدال نقره قهرمانی جهان: ۱۹۹۸ ژاپن
- مدال طلا جام ملت‌های اروپا: ۲۰۰۱ جمهوری چک
- مدال نقره جام ملت‌های اروپا: ۱۹۹۷ هلند
- مدال برنز جام بزرگ قهرمانان جهان: ۲۰۰۱ ژاپن
- مدال نقره بازی‌های مدیترانه‌ای: ۱۹۹۱ آتن
- مدال برنز لیگ جهانی: ۲۰۰۳ مادرید
- باارزشترین بازیکن جام ملت‌های اروپا: ۲۰۰۱ جمهوری چک

وویوودینا
- قهرمانی لیگ یوگسلاوی: ۱۹۸۹، ۱۹۹۲
- قهرمانی لیگ قهرمانان والیبال اروپا: ۱۹۸۹

پگاه
- نایب‌قهرمانی لیگ برتر ایران: ۲۰۰۵

### سرمربی
رادنیچکی
- قهرمانی لیگ صربستان: ۲۰۰۹، ۲۰۱۰

اومبریا پروجا
- نایب‌قهرمانی جام حذفی ایتالیا: ۲۰۱۴
- قهرمانی لیگ دسته یک سری آ۲ ایتالیا: ۲۰۱۱
- نایب‌قهرمانی سری آ ایتالیا: ۲۰۱۴

ایران
- مدال طلا بازی‌های آسیایی ۲۰۱۴
- مقام چهارم لیگ جهانی ۲۰۱۴
- مقام ششم قهرمانی جهان ۲۰۱۴

هالک بانک
- قهرمانی لیگ برتر ترکیه: ۱۷-۲۰۱۶، ۱۸-۲۰۱۷

بلوگوری
- مدال طلا چلنج کاپ اروپا: ۱۹-۲۰۱۸

صربستان
- مدال طلا قهرمانی اروپا ۲۰۱۹

### فردی
- بهترین مربی لیگ صربستان: ۲۰۰۸، ۲۰۰۹، ۲۰۱۰
- بهترین مربی سری آ ایتالیا: ۲۰۱۳، ۲۰۱۴[۷]
- بهترین مربی کنفدراسیون والیبال اروپا: ۲۰۱۹
- جایزه مربی سال کمیته المپیک صربستان: ۲۰۱۹